# Мешчјора (национални парк)
Национални парк Мешчјора (рус. Национальный парк Мещёра) обухвата обимна мочварна пространства (баре, тресетни глиб, реке и језера) и шуме бора и смрче у Владимирској обласи, око 120 км источно од Москве. Станиште у мочварама обезбеђује изузетно богат биодиверзитет међу биљкама и животињама. Подручје је добило име по средњовековном племену Мешчјора. "Мешчјора" национални парк (Мещёра) не треба поистовећивати са националним парком "Мешчјорски" (Мещёрский) , који је нешто јужније, у Рјазањској области. Национални парк Мешчјора се налази у басену реке Оке. Око 39% територије парка користи се у пољопривредне сврхе од стране локалних заједница . Основан је 9. априла 1992. године.

## Топографија
Мешчјора се налази у равној, древној алувијалној долини формираној у периоду квартар повлачењем глечера. У садашњост, главне реке – Бужа и Пол – имају спора кривудава равничарска корита, и често се изливају. Уливају се у реку Оку. Надморска висина у парку креће се од 115 метара до 15 метара. Највише тачке су на моренама које су оставили глечери. Током пролећа су честе поплаве у мочварним пределима а током летњих суша скоро да пресушују.
Приближно 70% територије је мочвара, од чега је око 24.000 хектара тресет. Од тресета, око 12.000 хектара представља исушени тресет где је дошло до екстракције тресета. Ова област је нарочито подложна пожарима.
- Холи језеро, поглед на источну обалу
- Река Бужа
- Река Пол

## Клима и екорегион
Клима у парку Мешчјора је умереноконтинентална (Кепенова класификација климата Dfb), карактеришу је четири различита годишња доба, изражена разлика између зимских и летњих температура, дугих зима и кратких, топлих и кишних лета. Просечне температуре варирају од -10 Ц у јануару до 24 Ц у јулу. Просек годишњих падавина износи 406 мм.

## Биљке
Мешчјора представља мешавину претерано влажних и сувих станишта. Борова стабла се често налазе на сувим, пешчаним брдима и гребенима. Због учесталих пожара у прошлости, стогодишњи борови се налазе само у фрагментима. На југоистоку парка налазе се неколико подручја мањих листопадних шума у којима преовладава храст. Подручја која нису прекривена шумом углавном су ливаде и мочварни предели. Управа парка упозорава да је четвртина територије парка била прекривена тресетним глибом пре економског развоја, а највећи део је од тада исушен. Изнад преосталог тресета налазе се ливаде обрасле шеварима, трском и маховином.
Испитивањем биљног живота у парку забележени су следећи подаци: 872 васкуларних биљака (са 61 маховином), 166 лишајева, 24 гљива и разних других категорија.

## Животиње
Водене површине су важна станишта за рибе и друге водене врсте. У парку Мешчјора налази се око 60 језера у којима су најчешће следеће врсте риба штука, гргеч, бодорка, и караш. Даброви су чести и могу се видети како копају рупе за изградњу брана.У парку је забележено око 110 врста водених бескичмењака, 26 врста риба и 10 врста водоземаца. У парку је забележено и око 206 врста птица

## Историја
У средњем веку подручје парка је било насељено племеном Поволшких Финаца, познатијих као Мешчјора. Били су ловци, рибари, и занатлије; због тога што мочварна подручја нису привлачила племена која су се бавила пољопривредом (као што су Словени) а која су се селила у 11-ом и 12. веку, племе Мешчјора успело је да сачува свој језик и идентитет све до 16. века.
Шумски пожари и тресетни пожари представљају велику опасност за парк Мешчјора. Многа подручја су прилично сува током лета, а исушени тресет – као природно гориво – је веома запаљив. Да би се опасност смањила, ради се на повећању нивоа воде у парку и повећава се употреба савремене против пожарне опреме и технике. Од 2003. године спроводи се дугорочни програм рестаурације тресета. Преко 6.000 ха деградираног тресета је поново обрађено до 2015. године.

## Туризам
Мешчјора је погодан за породичну рекреацију и екотуризам. Због своје близине Москви, постоји много туристичких агенција које организују туре, хостеле и услуге. За кампере, парк има не само кампове, већ и нуди изнајмљивање кувара, инструктора и водича - и изнајмљивање шатора, опреме за кување и врећа за спавање. За пловењем воденим површинама, парк изнајмљује чамце на надувавање и моторне чамце.